# Brigata corazzata "Vittorio Veneto"
La Brigata corazzata "Vittorio Veneto" è stata una grande unità corazzata e poi meccanizzata dell'Esercito Italiano.

## Costituzione

### Brigata corazzata
La brigata fu costituita nell'ottobre del 1975 e posta a difesa della Soglia di Gorizia contro un'ipotetica invasione del Patto di Varsavia. Dislocata nel Friuli-Venezia Giulia aveva il suo comando a Trieste ed era inserita nella Divisione meccanizzata "Folgore", con la brigate meccanizzate "Gorizia" e "Trieste", appartenenti al 5º Corpo d'Armata di Vittorio Veneto. La Brigata "Vittorio Veneto" aveva una forza complessiva di 3.381 uomini (214 ufficiali, 516 sottufficiali e 2.651 soldati di truppa) ed è stata impegnata in operazioni civili, come il soccorso delle popolazioni terremotate in Friuli nel 1976.
La Brigata "Vittorio Veneto" era schierata nell'altopiano carsico con compiti prevalentemente di presa di contatto con il nemico, azione di frenaggio e rallentamento: in pratica in caso di invasione del Patto di Varsavia avrebbe dovuto condurre una lotta ad oltranza fino all'estremo sacrificio in modo da rallentare la penetrazione nemica, permettendo così alle truppe schierate in Friuli di organizzarsi opportunamente. Dal 1986 un battaglione della brigata, il 33º Battaglione fanteria d'arresto "Ardenza" stanziato a Fogliano Redipuglia, provvedeva nel più assoluto segreto alla manutenzione e alla vigilanza delle postazioni fortificate permanenti che correvano presso la frontiera con l'ex Jugoslavia.

### Brigata meccanizzata
La "Vittorio Veneto" fu resa autonoma nel 1986 in seguito alla ristrutturazione delle Forze armate italiane che prevedeva, tra l'altro, la soppressione delle divisioni.
Trasformata in meccanizzata acquisì il 1º Battaglione fanteria motorizzato "San Giusto", il 33º Battaglione fanteria d'arresto "Ardenza", il 12º Gruppo Squadroni meccanizzato "Cavalleggeri di Saluzzo" e la Compagnia fanteria "Vittorio Veneto".
Fu soppressa il 31 luglio 1991.

## Reparti
- Reparto comando e trasmissioni, stanziato a Villa Opicina (Trieste), caserma "Brunner".
- 2º Gruppo squadroni meccanizzato "Piemonte Cavalleria", stanziato a Villa Opicina, caserma "Brunner".
- 6º Gruppo squadroni carri "Lancieri d'Aosta", stanziato a Cervignano del Friuli (Udine), caserma "Monte Pasubio".
- 9º Gruppo squadroni carri "Lancieri di Firenze", stanziato a Borgo Grotta Gigante (Trieste), caserma "Dardi".
- 8º Gruppo artiglieria campale semovente "Pasubio", stanziato a Banne (Trieste), caserma "Monte Cimone".
- Battaglione logistico "Vittorio Veneto", stanziato a Cervignano del Friuli (Udine), caserma "Monte Pasubio".
- Squadrone controcarro "Vittorio Veneto", stanziato a Banne (Trieste), caserma "Monte Cimone".
- Compagnia genio guastatori "Vittorio Veneto", stanziata a Cervignano del Friuli (Udine), caserma "Monte Pasubio".
- (Dal 1986) 33º Battaglione fanteria d'arresto "Ardenza", stanziato a Fogliano Redipuglia (Gorizia), caserma "De Colle"
- Reparto sanità pronto intervento logistico, stanziata a Cervignano del Friuli (Udine), caserma "Monte Pasubio".

## I comandanti
- Brigata Corazzata "Vittorio Veneto" dal 1975-1986
  - 1. Generale di brigata Giovanni de' Bartolomeis
  - 2. Generale di brigata Olindo De Sarno
  - 3. Generale di brigata Sergio De Ros
  - 4. Generale di brigata Luigi Trinchieri
  - 5. Generale di brigata Stefano Dolce
  - 6. Generale di brigata Ermanno Brandes
  - 7. Generale di brigata Felice Grosso
  - 8. Generale di brigata Enrico Battaglia
- Brigata meccanizzata "Vittorio Veneto" 1986-1991
  - 9. Generale di brigata Bruno Zoldan
  - 10. Generale di brigata Carlo Alfonso Giannatiempo
  - 11. Generale di brigata Enrico Battaglia

## Divisione "Vittorio Veneto"
Il nome della grande unità è stato ereditato dalla Divisione "Vittorio Veneto", costituitasi il 1º luglio 2019 nella Caserma “Predieri” di Firenze per ridenominazione della Divisione "Friuli" costituitasi il 15 luglio 2013 nella stessa sede a sua volta per ridenominazione della Divisione "Mantova".